# Alicia Poto
Alicia Poto (28 de maio de 1978) é uma basquetebolista profissional australiana, medalhista olímpica.

## Carreira
Alicia Poto integrou a Seleção Australiana de Basquetebol Feminino, em Atenas 2004, conquistando a medalha de prata.